# Menoua (département)
Pour les articles homonymes, voir Menoua.
La Menoua est un département du Cameroun situé dans la région de l'Ouest. Son chef-lieu est Dschang.

## Organisation territoriale
Le département est découpé en 6 arrondissements  et/ou communes :
| COG    | Communes     | Chef-lieu    | Superficie (km²) | Population (2005) |
| ------ | ------------ | ------------ | ---------------- | ----------------- |
| OU0501 | Dschang      | Dschang      | 221              | 101 385           |
| OU0504 | Fokoué       | Fokoué       | 162              | 9 576             |
| OU0506 | Fongo-Tongo  | Fongo-Tongo  | 151              | 18 822            |
| OU0505 | Nkong-Zem    | Nkong-Zem    | 211              | 53 367            |
| OU0502 | Penka-Michel | Penka-Michel | 270              | 65 135            |
| OU0503 | Santchou     | Santchou     | 363              | 37 479            |

## Chefferies traditionnelles
Le département compte deux chefferies traditionnelles de 1er degré, 19 chefferies de 2e degré et 172 chefferies de 3e degré.
Les deux chefferies de premier degré sont :
- Chefferie Foto, à Dschang
- Chefferie Bafou, arrondissement de Nkong-Ni, commune de Nkong-Zem.

## Particularités

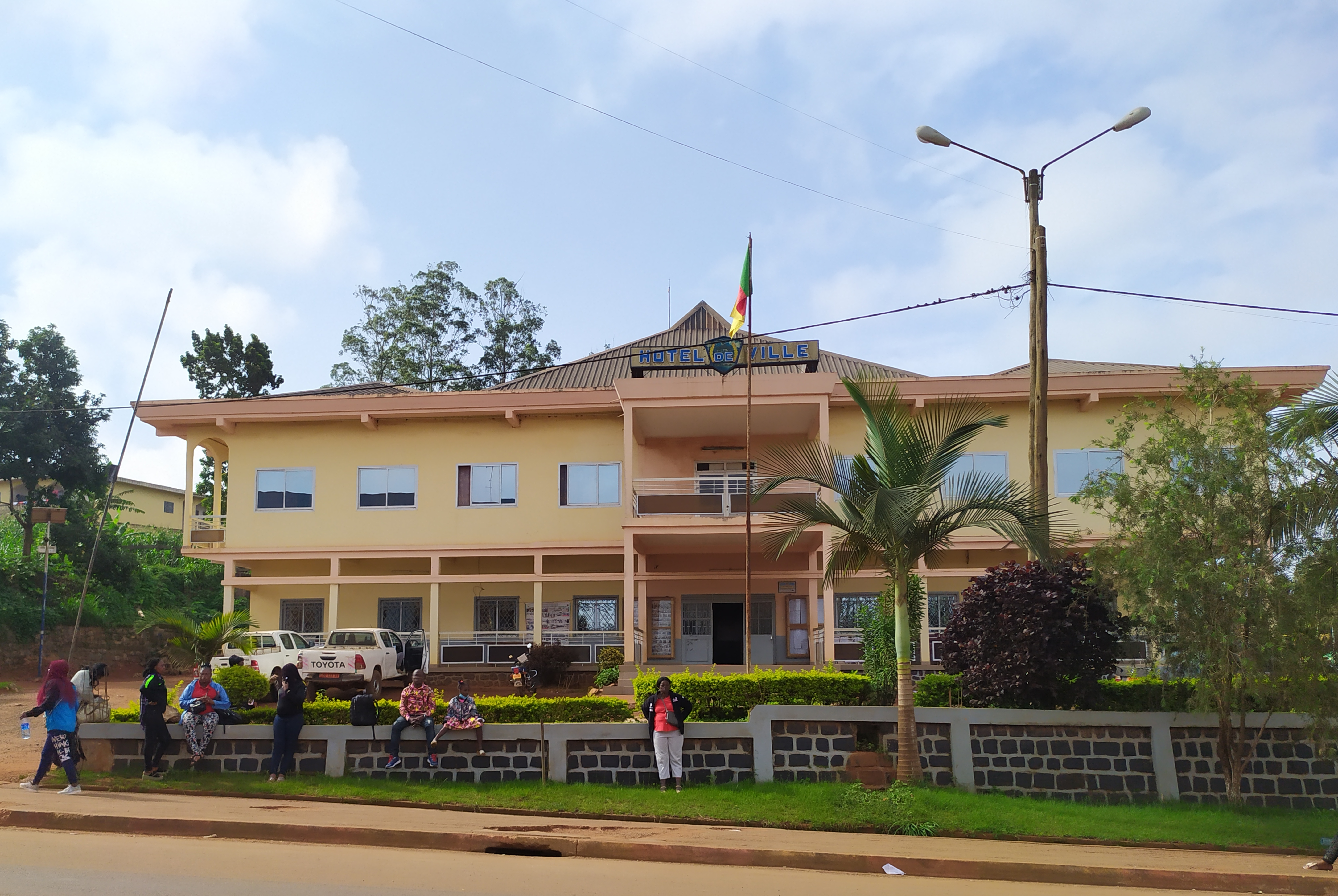
Hotel de ville de Dschang, chef lieu de la Menoua

* La région de Dschang dispose d'un micro-climat
- Les chutes de Mamy Wata et les Grottes de Ndem Mvoh sont une attraction du département

## Sources
- Décret n°2007/115 du 13 avril 2007 et décret n°2007/117 du 24 avril 2007